# Ботаническа градина на Бали
Ботаническата градина на Бали (на индонезийски: Kebun Raya Bali) е най-голямата ботаническа градина в Индонезия и се намира в централната част на Бали, в планинския район Бедугул, регентство Табанан, на около 90 минути път с кола северно от Денпасар. Градината е създадена на 15 юли 1959 г. и е разположена на около 1300 метра надморска височина, с изглед към езерото Братан и храма Улун Дану по склоновете на хълма Тапак. Градината е център за ботанически изследвания, опазване, образование и отдих. Управлява се от Индонезийския институт на науките (LIPI).
Площта на градината е 157,5 ha. Дневните температури варират от 17 до 25 °C, а нощните са 10 – 15 °C. Влажността е средно около 70 – 90%. 
Градината съдържа повече от 21 000 живи екземпляра, принадлежащи към 2400 вида, представляващи различни видове от планинските райони на източна Индонезия: Бали, Нуса Тенгара, Сулавеси, Малуку и Папуа. Освен това хербарият ѝ съдържа 10 000 запазени растителни екземпляра, вариращи от водорасли до цъфтящи растения.
Освен растителни колекции, които включват орхидеи, папрати, кактуси и месоядни растения, има и къща за гости в традиционен балийски стил. Една от най-големите изложби на бегонии в света също е изложена в сградата на оранжерията.

## История
Ботаническата градина на Бали е създадена на 15 юли 1959 г. от първия президент на Индонезия Сукарно. Първоначално е била известна като Ботаническата градина Eka Karya, където Eka означава първа, а Karya означава създаване на балийски език, което се отнася до статута на градината като първата индонезийска ботаническа градина, създадена след независимостта.
Първоначално е замислено ботаническата градина на Бали да се специализира в отглеждането на иглолистни растения (нецъфтящи семенни растения или голосеменни) и като място за отдих. В градината се провеждат научни, културни и развлекателни дейности за посетителите.
Развитието на градината е спряно през 1965 г. поради политическата нестабилност и е отворено отново едва на 30 април 1975 г. След повторното ѝ отваряне площта ѝ е разширена до 129,2 хектара. Добавя се и нова функция за ex-situ консервация на растения от планинския регион на Източна Индонезия.
През 2001 г. площта на градината е разширена до 157,5 хектара.

## Атракции
Градината се състои както от открити площи за отдих, така и от остатъци от планинска дъждовна гора. Атракциите включват голямо изложение на орхидеи (над 300 вида), месоядни растения, бамбукова градина (87 вида), оранжерия с кактуси (100 вида), градина с папрат (188 вида), традиционни балийски лечебни растения (300 вида) и церемониални растения (218 вида), градина с рододендрони (над 20 вида), розова градина, водна градина, оранжерия и една от най-големите колекции на бегонии в света (100 вида). В ясен ден има добра гледка към езерото Братан и едно от най-фотографираните дървета в градината е гигантски фикус или смокиня, разположено на горния склон на хълма Тапак.
Градината е дом на най-малко 79 вида птици, редовно се виждат дървесни земередки и понякога могат да бъдат забелязани макаци, влизащи от съседния природен резерват Батукару.
Три индуистки храма също са достъпни от градината.
Към 2011 г. ботаническата градина се посещава от 350 000 души, включително 10 000 чужденци годишно.